# Walter de la Wyle
Walter de la Wyle († unsicher: 4. Januar 1271) war ein englischer Geistlicher. Ab 1263 war er Bischof von Salisbury.

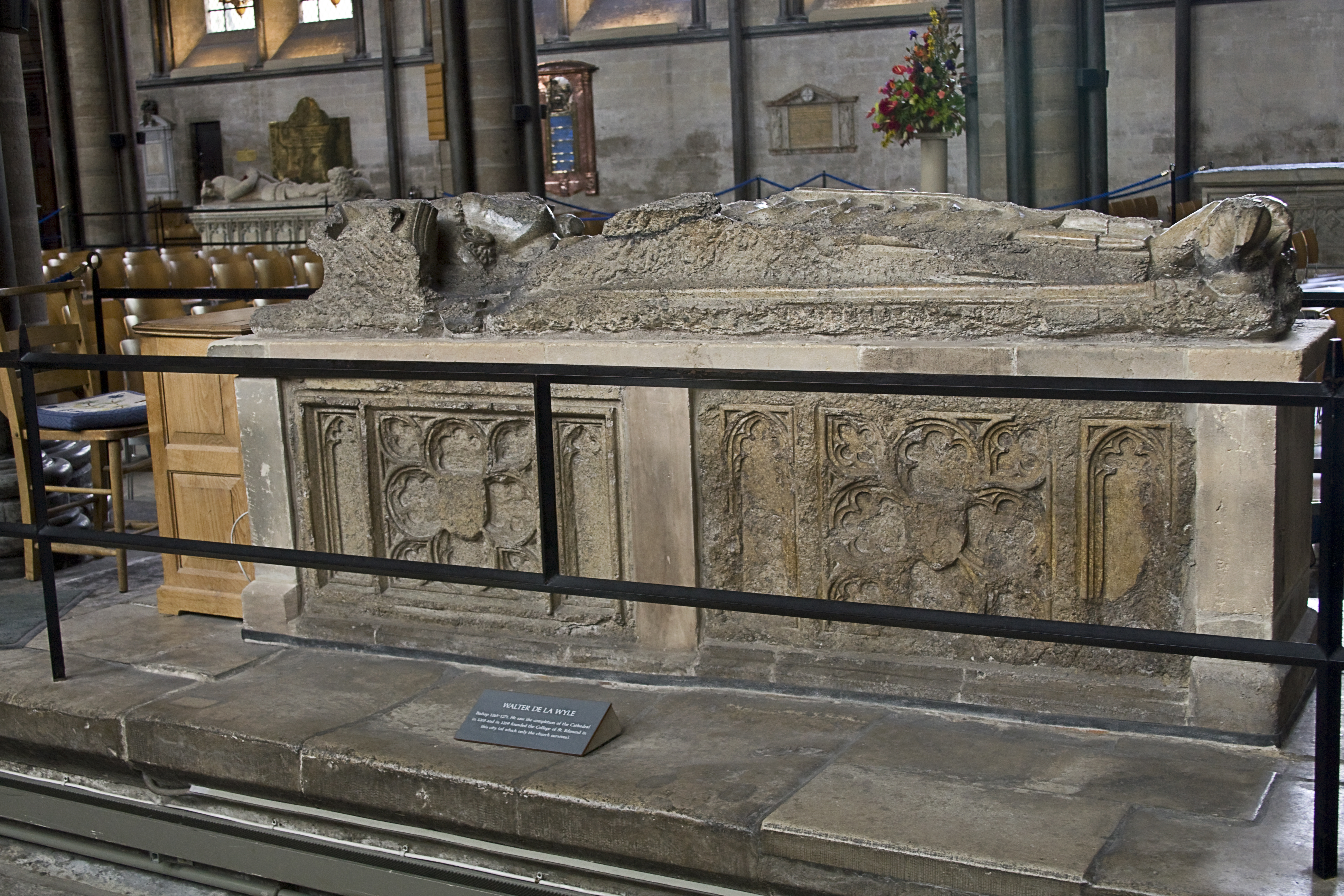
Grab von Walter de la Wyle in der Kathedrale von Salisbury

## Herkunft und Aufstieg zum Bischof
Walter erhielt seinen Namen von Wyld Court in Hampstead Norreys in Berkshire. Er war ein jüngerer Sohn eines Yeoman. Nach dem wohl kinderlosen Tod seines älteren Bruders erbte er zwei Carucata in Wyld, wo er eine Kapelle errichtete, sowie zwei Carucata im benachbarten Basildon. Als jüngerer Sohn wurde Walter Geistlicher und wurde vor Februar 1232 Kaplan und Vertrauter Robert of Bingham, Bischof von Salisbury. Vor 1239 wurde er Kanoniker des Kathedralkapitels von Salisbury und vor März 1248 Succentor. Am 22. Januar 1263 wurde er zum Bischof der Diözese Salisbury gewählt. Da Erzbischof Bonifatius von Canterbury sich im französischen Exil aufhielt, reiste Walter nach Frankreich, wo der Erzbischof am 5. März seine Wahl bestätigte. Anschließend kehrte Walter nach England zurück. Am 27. Mai wurde er zusammen mit Henry of Sandwich, dem gewählten Bischof von London, von John Gervase, Bischof von Winchester im Auftrag von Erzbischof Bonifatius und in Anwesenheit von vier weiteren Bischöfen in Canterbury zum Bischof geweiht. Henry of Sandwich durfte die Weihe im Palast des Erzbischofs feiern, während Walter am nächsten Tag zum Abendessen im Refektorium der Kathedrale von Canterbury einlud.

## Bischof von Salisbury

### Rolle während des Zweiten Kriegs der Barone

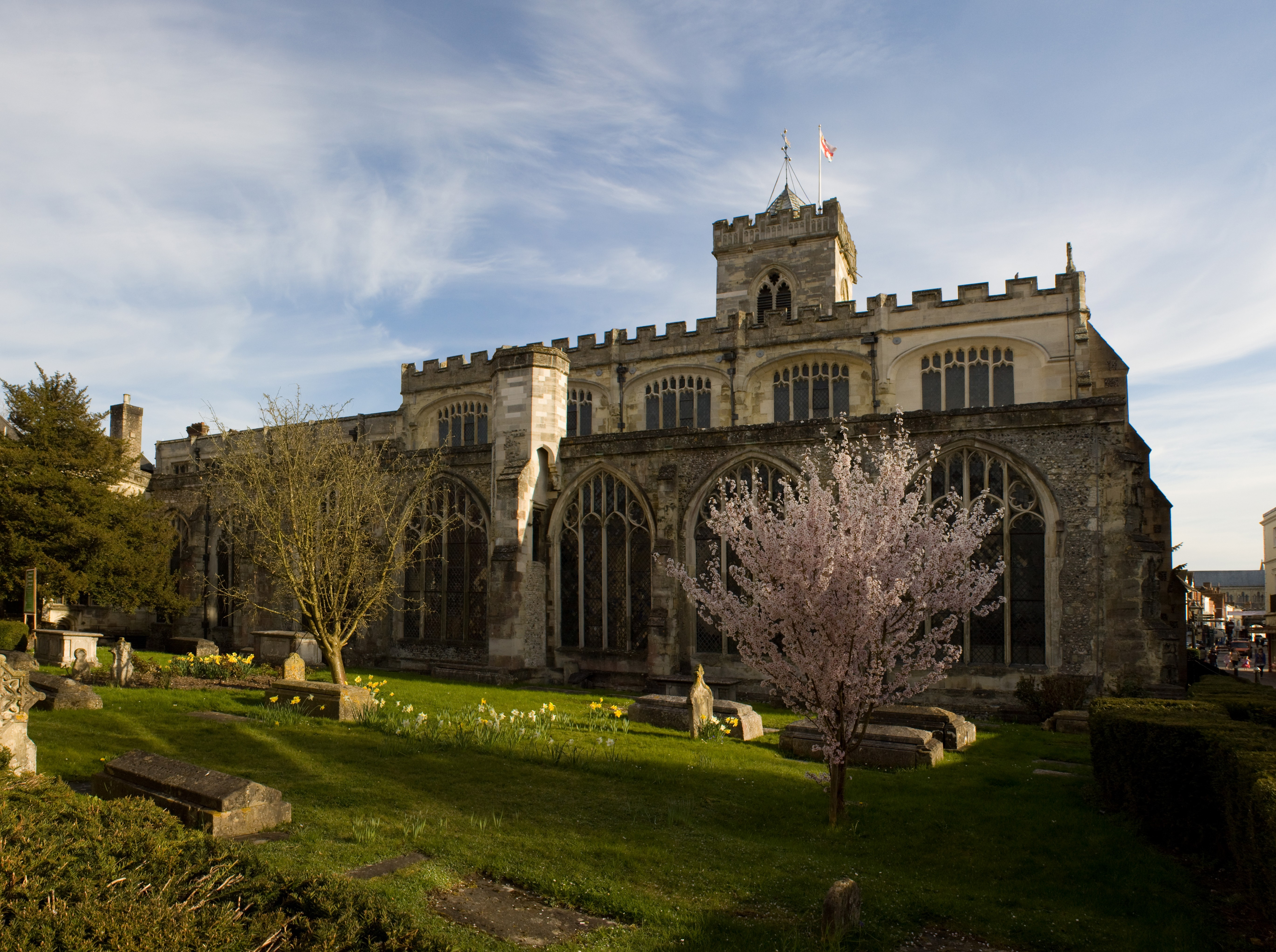
Die von Walter de la Wyle gegründete ehemalige Kollegiatkirche St Edmund in Salisbury

Im Gegensatz zu den meisten bisherigen Bischöfen von Salisbury war Walter kein Gelehrter oder verdienter Beamter des Königs gewesen, sondern hatte bislang nur eine relativ geringe Stellung innerhalb des Kathedralkapitels gehabt. Gegen Ende der Wirren des Zweiten Kriegs der Barone betätigte er sich politisch, doch die meiste Zeit verbrachte er in seiner Diözese anstatt am Königshof. Obwohl er im Konflikt der Adelsopposition unter Simon de Montfort mit König Heinrich III. zunächst eine gemäßigte Position eingenommen hatte, unterstützte er ab 1264 die Mehrheit der Bischöfe, die entschlossen die Adelsopposition unterstützte. Im Januar 1265 nahm er an De Montfort’s Parliament in Westminster teil. Zusammen mit sieben anderen Bischöfen galt er nun als Gegner der Krone. Nach dem Sieg der Anhänger des Königs in der Schlacht von Evesham mussten sich er und diese anderen Bischöfe am 4. Dezember 1265 vor dem königlichen Gericht wegen Vergehen gegen den Frieden und gegen den König verantworten. Wyle versprach im Januar 1266, eine Strafe von £ 200 zu entrichten. Damit schien er das Wohlwollen des Königs zurückgewonnen zu haben. Im August 1266 nahm er an der Parlamentsversammlung in Kenilworth teil, und im Mai 1270 gewährte ihm der König das Recht, einen Jahrmarkt in Salisbury abzuhalten.

### Wirken als Bischof
Als Bischof war Walter nachweisbar ein guter Verwalter seiner Diözese. Zu seinem Kathedralkapitel hatte er ein gutes Verhältnis. Seine erste belegte Amtshandlung als Bischof war am 15. Juni 1263 die Schenkung eines kleinen Grundbesitzes nahe der Kathedrale von Salisbury an das Kathedralkapitel, so dass der Kreuzgang erweitert werden konnte. Als Ergebnis dieser Schenkung entstand der größte Kreuzgang in England. Am 17. Februar 1269 gründete er in Salisbury die Kollegiatkirche St Edmund, die nach dem kurz zuvor heiliggesprochenen Edmund of Abingdon benannt wurde, dem ehemaligen Schatzmeister der Kathedrale Salisbury und Erzbischof von Canterbury. Walter de la Wyle wurde in der St Edmund’s Chapel in der Kathedrale von Salisbury begraben. Sein Grabmonument wurde später schwer beschädigt.